# 澧州府
澧州府，元朝末年，朱元璋设置的府。
至正二十四年（1364年），朱元璋改澧州路置，治所在澧阳县（今湖南省澧县）。属湖广行省。辖晚相当今湖南省澧水流域（溇水上游除外）。明朝洪武九年（1376年）又降为州，省澧阳县入州。 